# Manettia pichinchensis
Manettia pichinchensis är en måreväxtart som beskrevs av Herbert Fuller Wernham. Manettia pichinchensis ingår i släktet Manettia och familjen måreväxter. IUCN kategoriserar arten globalt som nära hotad.
Artens utbredningsområde är Ecuador. Inga underarter finns listade i Catalogue of Life.